# Румянцев, Юрий Васильевич
Юрий Васильевич Румянцев  (1939—2011) — советский и российский промышленный деятель, Почётный член Международной академии бизнеса и администрации (1995). 

## Биография
Родился 2 апреля 1939 года в совхозе "Ударник" Боровского района Калужской области.
В 1956 году окончил школу с золотой медалью и поступил в Московский энергетический институт на энергомашиностроительный факультет, который окончил в 1962 году по специальности "турбиностроение".
По окончании вуза был распределен на Ленинградский металлический завод, где в течение двух лет работал инженером. Затем был мастером по ремонту котлотурбинного оборудования и начальником смены блоков Конаковской ГРЭС "Калининэнерго".
С 1968 года работал на Ириклинской ГРЭС "Оренбургэнерго" в должностях заместителя начальника котлотурбинного цеха, заместителя главного инженера и главного инженера. С 1979 года был директором этой электростанции.
В 1983 году Юрий Румянце был назначен главным инженером Сургутской ГРЭС-2 "Тюменьэнерго". С 1990 года - директор Сургутской ГРЭС-2. С 1994 года - член совета директоров ОАО «Тюменьэнерго».
Автор ряда печатных работ, включая монографии. Имеет несколько авторских свидетельств на изобретения.
Занимался общественной деятельностью, был кандидатом в депутаты Государственной Думы ФС РФ по Ханты-Мансийскому одномандатному избирательному округу № 222.
Умер 30 ноября 2011 года, похоронен в Москве.

## Заслуги
- Награжден орденами Трудового Красного Знамени (1989) и «3нак Почета» (1974), медалями «За трудовое отличие» (1966), «За доблестный труд» (1970), «Ветеран труда» (1987), «За освоение недр и развитие нефтегазового комплекса Западной Сибири» (1991), а также серебряными (1989, 1990) и бронзовой (1973) медалями ВДНХ СССР.
- Удостоен званий «Почетный энергетик» (1993) и «Заслуженный энергетик Российской Федерации» (1994).
- Удостоен также международной награды «Факел Бирмингема» за успешное экономическое выживание в трудных условиях становления рыночных отношений и «Эрстмейкер» в номинации «За мудрость и гибкость политики управления».[1]